# 邁克·湯普金斯
邁克·湯普金斯（英語：Mike Tompkins，1987年7月31日—）是一位加拿大歌手，專門翻唱許多名曲放上YouTube。

## 外部連結
- YouTube上的Mike Tompkins
- Mike Tompkins的Facebook專頁
- Mike Tompkins的官方網站